# Jurij Petrovič Ljubimov
Jurij Petrovič Ljubimov, in russo Юрий Петрович Любимов? (Jaroslavl', 30 settembre 1917 – Mosca, 5 ottobre 2014), è stato un attore e regista sovietico, fondatore del Teatro Taganka.

## Biografia
Nel 1953 ha ricevuto il premio Stalin. Ljubimov ha iniziato ad insegnare nel 1963 e formò il Teatro Taganka l'anno successivo. Negli anni settanta ha collaborato con la Scala di Claudio Abbado, curando le regie di Al gran sole carico d'amore di Luigi Nono (1975) e Boris Godunov di Modest Petrovič Musorgskij (7 dicembre 1979).
Nel 1984 è stato nominato direttore artistico dell'Arena del Sole di Bologna.

## Premio Europa per il Teatro
Nel 2011 la giuria del XIV premio Europa per il teatro assegna all'unanimità un premio speciale a Jurij Ljubimov, al Teatro Aleksandrinskij di San Pietroburgo, con la seguente motivazione:
Regista del Teatro Taganka, Ljubimov ha conosciuto – sembrerebbe – tutto nella sua vita: regie magnifiche con grande successo di pubblico ma anche il divieto di rappresentare i suoi spettacoli, la gloria mondiale ma anche la persecuzione politica nel suo paese. Malgrado il silenzio della stampa, il suo teatro era assediato da folle di spettatori. Egli è emigrato dall'Unione Sovietica per ritornarvi carico di onori. Creatore di dozzine di regie indimenticabili con attori geniali, per molti Ljubimov è il simbolo del teatro moderno del XX secolo. La sua opera di artista di tutta una vita ha inoltre contribuito al definitivo raggiungimento della libertà in Russia.
In quell'occasione mette in scena Honey (Il miele) di Tonino Guerra, con la compagnia del Teatro Taganka, al Teatro Lensoveta di San Pietroburgo.